# Zichy (Adelsgeschlecht)

Familienwappen der Grafen Zichy

Zichy von Zich und Vázsonykeő bzw. Zichy-Ferraris ist der Name eines der ältesten und bedeutendsten Hochadelsgeschlechtern des Königreichs Ungarn, welches 1655 in den erblichen Freiherren- und 1679 in den Grafenstand erhoben wurde. Zweige der Familie bestehen bis heute in Ungarn, Österreich und Deutschland fort.

## Geschichte

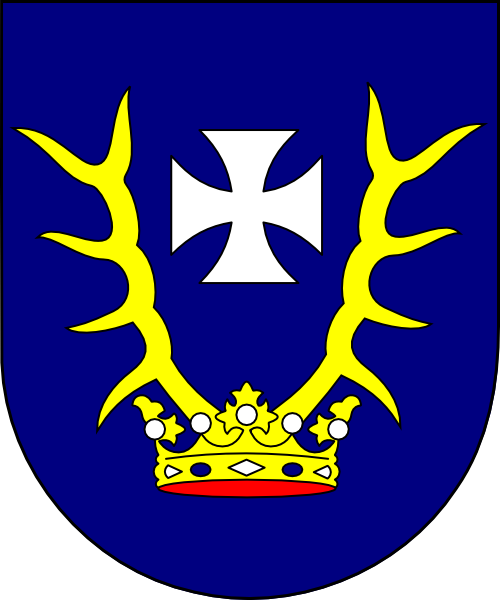
Wappen von Domonkos Zichy, Bischof von Veszprém

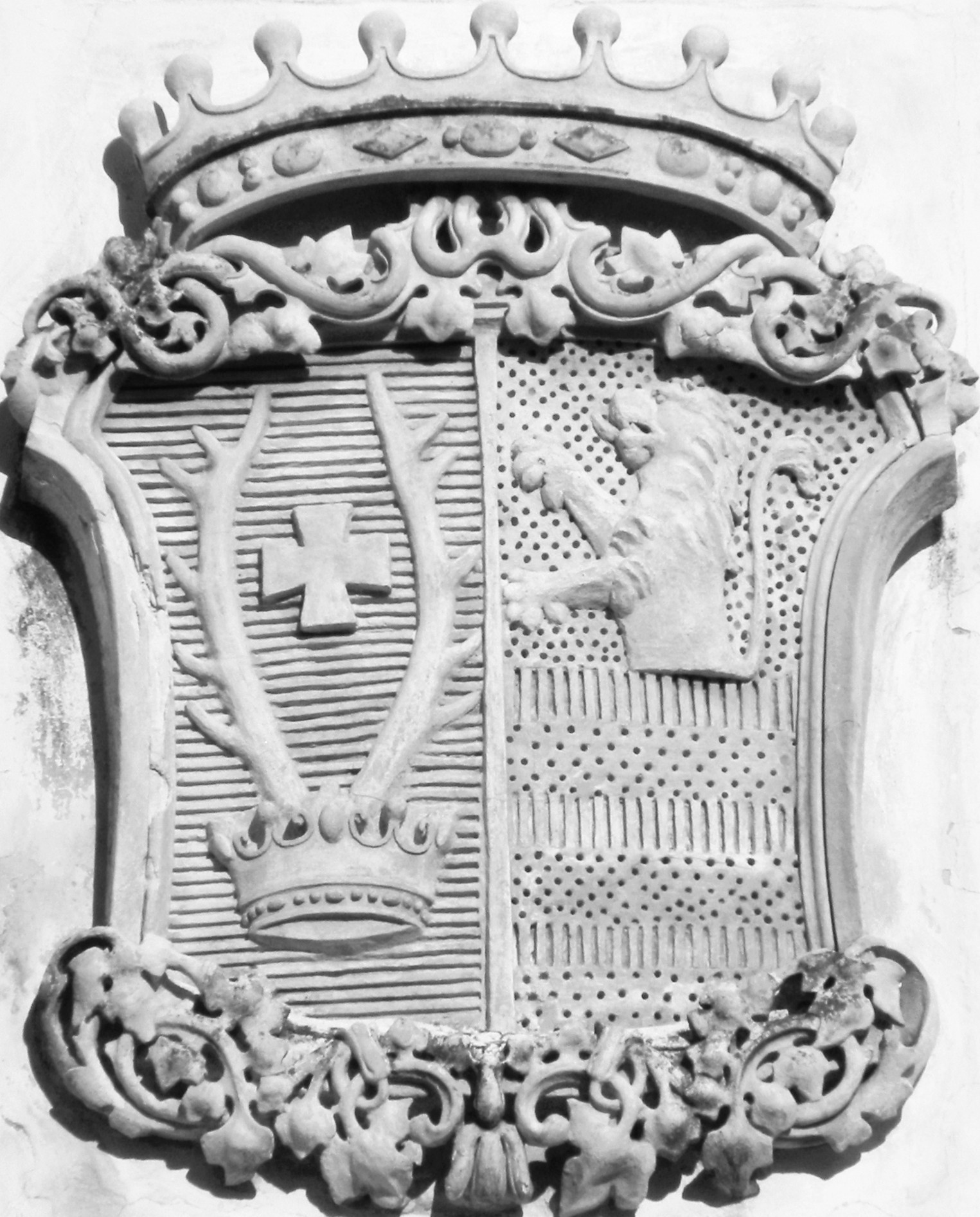
Gemehrtes Wappen des Grafen Emanuel Zichy-Ferraris

Die Anfänge des alten weitverzweigten Geschlechts reichen bis an des Ende des 12. bis Anfang des 13. Jahrhunderts zurück. Der ursprüngliche Familienname soll auf den nördlich von Letenye liegenden Stammsitz „Zajk“ zurückgehen. Die ununterbrochene Stammreihe beginnt mit dem angeblich tatarischstämmigen Gallus Zayk aus dem Komitat Zala, welcher seit 1260 beurkundet ist und einen Sohn Namens Paska hinterließ. Die Söhne von Paska, Ladislaus und Jakob nannten sich bereits nach ihrem Familiengut „Zich“.
Die Familie bekleidete seit dem 16. Jahrhundert die Ämter des Obergespanschaften der historischen Komitate Zala, Eisenburg, Veszprém, Tolna, Szabolcsr, Bihar und andere. Erst seit dem 17. und 18. Jahrhundert spielten die Zichy in der Geschichte des Landes eine bedeutende Rolle. So saßen Angehörige im Magnatenhaus und waren im Kronrat vertreten, wieder andere dienten in der österreichisch-ungarischen Armee oder schlugen die geistliche Laufbahn ein. Am 17. Juli 1655 wurde der Stammvater des gräflichen Zweiges Stephan Zichy (1616–1693), seine Frau Magdalena sowie dessen Kinder Paul, Stephan, Adam und Klara in den erblichen Freiherrenstand erhoben. Zudem erlangten die vorgenannten am 21. August 1679 von Kaiser Leopold I. den erblichen Grafenstand. Die Söhne des 1724 gestorbenen Johann Zichy, Paul und Stephan gründeten die noch Ende des 19. Jahrhunderts blühenden Hauptlinien der Palotaer und Karlsburger. Die Linie des am 29. September 1739 in den erblichen Freiherrenstand erhobenen Adam Zichy war Mitte des 19. Jahrhunderts bereits erloschen. Graf Franz Zichy erhielt am 12. April 1811 in Wien eine Namens- und Wappenvereinigung zu „Zichy und Ferreraris“. Nach dem österreichischen Adelsaufhebungsgesetz von 1919 verlor die Familie ihre Adelsprivilegien.

## Besitzungen (Auswahl)
- Palais Zichy (Bratislava)
- Palais Zichy (Wien)[3]
- Schloss Karlburg
- Schloss Puchhof
- Schloss Zichy (Óbuda)
- Zichyújfalu

## Angehörige (Auswahl)
- Ágost Zichy (1852–1925), ungarischer Reisender, Politiker und Gouverneur von Fiume
- Aladár Zichy (1864–1937), ungarischer Politiker
- Anita Gräfin Zichy-Thyssen (1909–1990), deutsche Unternehmerin
- Domonkos Zichy (1808–1879), römisch-katholischer Bischof der Erzbistum Veszprém
- Emanuel Zichy-Ferraris (1808–1877), ungarischer Magnat, Abgeordneter im Ungarischen Reichstag
- Ferdinand Zichy (1783–1862), ungarischer Politiker und Feldmarschall-Lieutenant
- Géza Zichy (1849–1924), ungarischer Pianist und Opernkomponist
- János Zichy (1868–1944), ungarischer Politiker und Minister
- Jenő Zichy (1837–1906), ungarischer Politiker und Schriftsteller
- József Zichy (1841–1924), ungarischer Politiker
- Karl von Zichy-Vásonykeő (1753–1826), österreichischer Staatsmann
- Stephan Zichy (1780–1853), österreichischer Diplomat
- Michael Zichy (* 1975), österreichischer Philosoph und Theologe
- Mihály Zichy (1827–1906), ungarischer Maler